# Partnerki (serial telewizyjny 2010)
Partnerki (ang. Rizzoli & Isles, 2010–2016) – amerykański serial kryminalny nadawany przez stację TNT od 12 lipca 2010. W Polsce był nadawany od 6 marca 2011 na antenie TVN. Opiera się na motywach thrillerów medycznych Tess Gerritsen – cyklu powieści, którego bohaterkami są detektyw Jane Rizzoli i patolog Maura Isles.
8 stycznia 2016, szef stacji TNT, Kevin Reilly oficjalnie ogłosił, że 7 sezon serialu Partnerki jest sezonem ostatnim.

## Fabuła
Jane Rizzoli (Angie Harmon) to jedyna kobieta detektyw w bostońskim wydziale zabójstw. Ostra i żywiołowa, jest przeciwieństwem patolog Maury Isles (Sasha Alexander). Mimo różnic panie tworzą zgrany duet. Współpracują z nimi m.in. det. Vince Korsak (Bruce McGill) – były partner Jane, det. Barry Frost (Lee Thompson Young) – obecny partner Jane. Głównym wątkiem serialu są seryjne zabójstwa "Chirurga", który ma obsesję na punkcie pani detektyw. Jest też przyczyną, dla której Korsak nie jest partnerem Jane.

## Obsada
| Postać               | Aktor              | Funkcja                    | Sezon        | Sezon        | Sezon  | Sezon  | Sezon        | Sezon  |
| Postać               | Aktor              | Funkcja                    | 1            | 2            | 3      | 4      | 5            | 6      |
| -------------------- | ------------------ | -------------------------- | ------------ | ------------ | ------ | ------ | ------------ | ------ |
| Jane Rizzoli         | Angie Harmon       | Detektyw wydziału zabójstw | Główna       | Główna       | Główna | Główna | Główna       | Główna |
| Dr. Maura Isles      | Sasha Alexander    | Patolog                    | Główna       | Główna       | Główna | Główna | Główna       | Główna |
| Barry Frost          | Lee Thompson Young | Detektyw wydziału zabójstw | Główna       | Główna       | Główna | Główna |              |        |
| Frankie Rizzoli, Jr. | Jordan Bridges     | Brat Jane                  | Główna       | Główna       | Główna | Główna | Główna       | Główna |
| Vince Korsak         | Bruce McGill       | Detektyw wydziału zabójstw | Główna       | Główna       | Główna | Główna | Główna       | Główna |
| Angela Rizzoli       | Lorraine Bracco    | Matka Jane i Frankiego     | Główna       | Główna       | Główna | Główna | Główna       | Główna |
| Sean Cavanaugh       | Brian Goodman      | Detektyw wydziału zabójstw | Drugoplanowa | Drugoplanowa | Główna | Główna | Drugoplanowa |        |
| Nina Holiday         | Idara Victor       | Technik/analityk           |              |              |        |        | Drugoplanowa | Główna |

### Role drugoplanowe
| AKTOR             | ROLA |
| ----------------- | --- |
| Donnie Wahlberg   | Porucznik Joe Grant, który zna Jane od dzieciństwa; od tamtej pory nie przepadają za sobą. |
| John Doman        | Patrick "Paddy" Doyle, boss irlandzkiej mafii i biologiczny ojciec Maury Isles. |
| Jacqueline Bisset | Constance Isles, przybrana matka Maury Isles. |
| Colin Egglesfield | Thomas "Tommy" Rizzoli, najmłodszy brat Jane i Frankie’ego, odbywał wyrok za potrącenie księdza. Spędza noc z dziewczyną, która następnie jest w związku z jego ojcem.                                                       |
| Chris Vance       | Casey Jones, porucznik pracujący na Bliskim Wschodzie. Zna Jane od szkoły średniej. Powraca do Bostonu, nawiązuje romans z Jane, a następnie zrywa go z powodu częściowego paraliżu od pasa w dół, po postrzale w kręgosłup. |
| Darryl Alan Reed  | Rondo, tajny informator Jane. |
| Billy Burke       | Gabriel Dean, agent FBI - romansuje z detektyw Rizzoll. |
| Chazz Palminteri  | Frank Rizzoli, ojciec Jane, prowadzi własny biznes, rozwiedziony z Angelą. Wyjeżdża na Florydę i zaczyna romansować z młodszymi kobietami.                                                                                   |
| Matthew Del Negro | Giovanni Gilberti, mechanik i stary przyjaciel Jane, który stara się znaleźć miłość. |
| Michael Massee    | Warren Hoyt, były seryjny morderca, który zaatakował Jane. |

## Lista odcinków
| Sezon | Sezon | Odcinki | Oryginalna emisja | Oryginalna emisja | Oryginalna emisja | Oryginalna emisja | Oryginalna emisja |
| Sezon | Sezon | Odcinki | Premiera sezonu   | Finał sezonu      | Premiera sezonu   | Finał sezonu      |                   |
| ----- | ----- | ------- | ----------------- | ----------------- | ----------------- | ----------------- | ----------------- |
|       | 1     | 10      | 12 lipca 2010     | 13 września 2010  | 6 marca 2011      | 8 maja 2011       |                   |
|       | 2     | 15      | 11 lipca 2011     | 26 grudnia 2011   | 18 marca 2013     | 1 lipca 2013      |                   |
|       | 3     | 15      | 5 czerwca 2012    | 25 grudnia 2012   | 7 czerwca 2015    | 13 września 2015  |                   |
|       | 4     | 16      | 25 czerwca 2013   | 18 marca 2014     | 7 listopada 2017  | nieemitowany      |                   |
|       | 5     | 18      | 17 czerwca 2014   | 17 marca 2015     | nieemitowany      | nieemitowany      |                   |
|       | 6     | 18      | 16 czerwca 2015   | 15 marca 2016     | nieemitowany      | nieemitowany      |                   |
|       | 7     | 13      | 6 czerwca 2016    | 5 września 2016   | nieemitowany      | nieemitowany      |                   |